# Agathis lugubris
Agathis lugubris är en stekelart som först beskrevs av Forster 1862.  Agathis lugubris ingår i släktet Agathis och familjen bracksteklar. Arten är reproducerande i Sverige. Inga underarter finns listade i Catalogue of Life.